# رواد
رواد (به عربی: رواد) یک منطقهٔ مسکونی در تونس است که در استان اریانه واقع شده‌است.
 رواد  ۸۴٬۳۱۲ نفر جمعیت دارد.